# Psalm 21

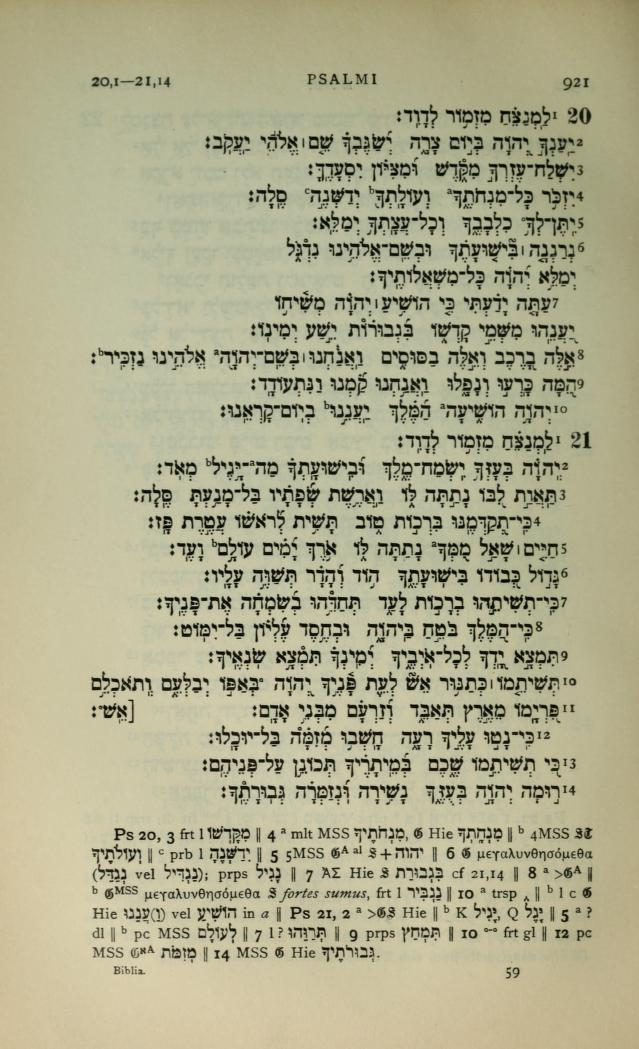
Psalmy 20-21 w Biblia Hebraica Kittel (1909).

Psalm 21 – jeden z utworów zgromadzonych w biblijnej Księdze Psalmów. Psalm jest zaliczany do dzieł króla Dawida. W numeracji Septuaginty psalm ten nosi numer 20.

## Teologia Psalmu
Kontekst psalmu zaczyna się od miejsca, gdzie skończył się Psalm 20. Oba psalmy wydają się z sobą łączyć, prośba z 20,5 zostaje spełniona w 21,3. Od dawna te psalmy postrzegano jako posiadające wspólne środowisko. Mogły służyć podczas uroczystości liturgicznej związanej z monarchą. Psalm 20 mówi o ceremonii błagalnej przed wyruszeniem na wojnę. Psalm 21 natomiast o zwycięskim powrocie z wojny. Oba utwory można też połączyć. Wspólnym mianownikiem mogły być dwie fazy intronizacji lub obchody rocznicy przejęcia władzy. Psalm wyraźnie podkreśla, że król jest częścią wspólnoty Bożej. Podmiot liryczny wysławia dzieła JHWH dokonane w królu. Tylko wytrwałość władcy, przejawiająca się w zaufaniu Bogu, może zapewnić dalsze sukcesy. Wrogowie króla zostaną wyniszczeni, a lud będzie uczestniczył w radości zwycięstwa. Psalm ukazuje jako warunek bycia królem zaufanie Najwyższemu i panowanie dzięki łasce JHWH.

## Symbolika
- Wypaczony sens 21,9 – w niektórych przekładach (np. Biblia Tysiąclecia, Edycja Świętego Pawła) – sens tego wersetu zostaje wykrzywiony. Hebrajski czasownik „znaleźć” może oznaczać również „spadnie”. W całym wersecie kontekst wyraźnie wskazuje na drugą możliwość, oznaczającą atak przy użyciu broni. Wymienione przekłady proponują wariant oznaczający odnalezienie lub pochwycenie wroga. W prawej dłoni, o której mowa w psalmie, trzymało się broń, dlatego niemożliwe było złapanie nią nieprzyjaciela. Większość wojowników była praworęczna, dlatego tą ręką nie chwytano wrogów. Nawet egipskie reliefy ukazują królów zadających cios bronią trzymaną w prawej ręce[4]. W analogicznej sytuacji w Hymnie do boga Szamasza broń jego dosięga ludzi nieprawych i nie ma dla nich ratunku[5].
- W utworze raz pojawia się niejasne słowo sela, którego znaczenie nie jest dokładnie znane[6].